# Joe Bradford
Joseph „Joe“ Bradford (* 22. Januar 1901 in Peggs Green, Coalville; † 6. September 1980 in Birmingham) war ein englischer Fußballspieler. Der ehemalige Mittelstürmer war zwischen den beiden Weltkriegen die Schlüsselfigur im Angriffsspiel des FC Birmingham (seit 1945: „Birmingham City“) und schoss in 445 Pflichtspielen 267 Tore. Zwischen 1923 und 1930 erzielte er in zwölf Länderspielen für die englische Nationalmannschaft sieben Treffer und war zudem fünf Mal in der Auswahlmannschaft der Football League vertreten.

## Sportlicher Werdegang
Am Todestag von Königin Victoria wurde Joe Bradford in der Grafschaft Leicestershire geboren. Nach den Jugendjahren im heimischen Verein Peggs Green Victoria gestaltete sich der Schritt in den Profifußball zunächst etwas holprig, obwohl er sich während eines Auftritts mit 14 Toren in nur einem Spiel einen Namen bei den bedeutenden Klubs in der näheren Umgebung gemacht hatte. Probetrainingseinheiten bei Aston Villa und Derby County führten zunächst nicht zu einer Verpflichtung des jungen Bradfords. Stattdessen schloss er sich im Februar 1920 dem FC Birmingham an, dem das junge Talent 100 britische Pfund – plus weiteren 20 Pfund nach dem ersten Einsatz – wert war.
Der FC Birmingham spielte zu dieser Zeit zwar nur in der zweitklassigen Second Division, aber bereits in seiner ersten vollständigen Spielzeit 1920/21 gelang Bradford auf Anhieb der Aufstieg in die höchste englische Spielklasse. In den insgesamt 15 Jahren bei den „Blues“ spielte er zwar zumeist im Mittelfeld der Liga und häufig nur um den Klassenerhalt, aber mit seinen beständig hohen Torausbeuten katapultierte sich Bradford 1923 auch in die englische Nationalmannschaft. Bis 1933 war er in den zwölf Erstligaspielzeiten nur in der Saison 1930/31 nicht bester Torschütze seines Vereins (in Bezug auf alle Wettbewerbe) und mit seinen insgesamt 267 Treffern ist Bradford bis zum heutigen Tag Rekordtorschütze von Birmingham City.
Bradford, der mit beiden Füßen eine ähnliche Schussstärke aufwies und außerdem über ein gutes Kopfballspiel verfügte, zeichnete sich vor allem durch eine überdurchschnittliche Antrittsschnelligkeit aus und hatte kurz vor und um das Jahr 1930 herum seinen Leistungszenit erreicht. Im September 1929 erzielte er innerhalb von nur acht Tagen elf Tore. Drei Treffern in einem Spiel gegen Newcastle United ließ er fünf Tore in einem Auswahlspiel des englischen Football-League-Verbands gegen das irische Pendant folgen. Erneut drei Tore gelangen ihm dann im nächsten Ligaspiel gegen die Blackburn Rovers. Mit seinem Klub zog er am 25. April 1931 ins Endspiel des FA Cups ein, schoss dort auch einen Treffer, unterlag aber dennoch mit 1:2 gegen West Bromwich Albion.
In der englischen Nationalmannschaft hatte er bereits im Jahr 1923 seinen Einstand gegeben und nach zwei Spielen bereits drei Tore auf seinem Konto gesammelt, aber erst mit seinem dritten Einsatz gegen Schottland – nahezu 5½ Jahre nach seinem Debüt – wurde er vorerst zu einer dauerhaften Größe in der englischen Auswahl. Am 22. November 1930 kam er zu seinem zwölften und letzten Länderspiel gegen Wales (4:0) und verabschiedete sich mit seinem fünften Tor.
Im Jahr 1935 verließ Bradford seine „Blues“ und schloss sich für eine Saison dem Drittligisten Bristol City an, bevor er im Mai 1936 endgültig seine aktive Karriere beendete.

## Nach der Fußballkarriere
Bradford eröffnete ein Café und war später Gaststätteninhaber in Birmingham, Droitwich und Stourbridge. Gemeinsam mit Eric Houghton, der bei Aston Villa gespielt hatte, betrieb er zudem ein Sportgeschäft.
Dem Fußball selbst blieb er teilweise erhalten und war unter anderem in der Saison 1946/47 für den FC Arsenal als Scout tätig.

## Erfolge
- FA Cup: Finalteilnahme 1931